# Georges XII (roi de Kartl-Kakhétie)
Georges XII (en géorgien : გიორგი XII ბაგრატიონი, Giorgi XII Bagrationi ; 9 octobre 1746 - Tbilissi, 28 décembre 1800), fils et successeur d'Héraclius II, de la dynastie des Bagratides, est le dernier monarque du royaume de Kartl-Kakhétie en Géorgie orientale.
Le règne d'Héraclius avait marqué l'apogée du royaume mais aussi un rapprochement diplomatique avec l'Empire russe qui, à partir du traité de Gueorguievsk de 1783, fait progressivement passer le royaume géorgien dans l'orbite russe. Georges XII, qui règne de 1798 à 1800, hérite d'un royaume en déclin, miné par des intrigues de cour conduisant à la guerre civile, dans le contexte international difficile de la guerre russo-turque de 1787-1792 puis de la guerre russo-géorgeo-persane de 1795-1796 où les Géorgiens subissent la défaite de Krtsanissi en 1795. Georges XII, pris en tenaille entre l'Empire ottoman et la Perse des Kadjars, doit accepter une garnison russe permanente à partir de novembre 1799 tandis que les Avars du Caucase mènent un raid dévastateur dans le royaume en novembre 1800. À la mort de Georges XII, la Kartl-Kakhétie est pratiquement une province russe qui deviendra en 1806 le centre de la vice-royauté du Caucase.

## Biographie

### Jeunesse
Georges Bagration est né le 9 octobre 1746, fils du roi de Kakhétie Héraclius II et de sa seconde épouse, la reine Anna, elle-même fille de l'influent prince Zaal Abachidzé. Il est le quatrième enfant du roi, ses aînés étant les princes Vakhtang et Salomon et la princesse Roussoudan, qui meurt dans son enfance. Georges grandit durant la période de lente réunification des États de Géorgie orientale, son père gouvernant le royaume de Kakhétie et son grand-père Teïmouraz II, celui de Kartli. Il est éduqué auprès de la famille royale, dans l'ombre de son demi-frère aîné Vakhtang, qui est nommé duc d'Aragvi par son père dès l'âge de 9 ans.
Sa jeunesse est marquée par de nombreuses tragédies familiales. Sa mère, la reine Anna, meurt en décembre 1749, alors qu'il n'a que 3 ans. Vakhtang, qui est considéré comme l'héritier probable d'Héraclius II et incarne l'espoir d'une réunification géorgienne, meurt à son tour en février 1756, quand le jeune Georges a 9 ans. Son second frère Salomon décède quant à lui en 1765.
En 1762, peu de temps après la mort du roi Teïmouraz II, Héraclius II proclame l'unification des royaumes géorgiens à l'est de la chaîne de Likhi et se fait couronner souverain du royaume de Kartl-Kakhétie à Mtskheta. Le jeune Georges et la famille royale résident dès lors entre la capitale, Tbilissi, et le « château du Prince », le palais royal de Telavi reconstruit par Héraclius II.

### Héritier du trône

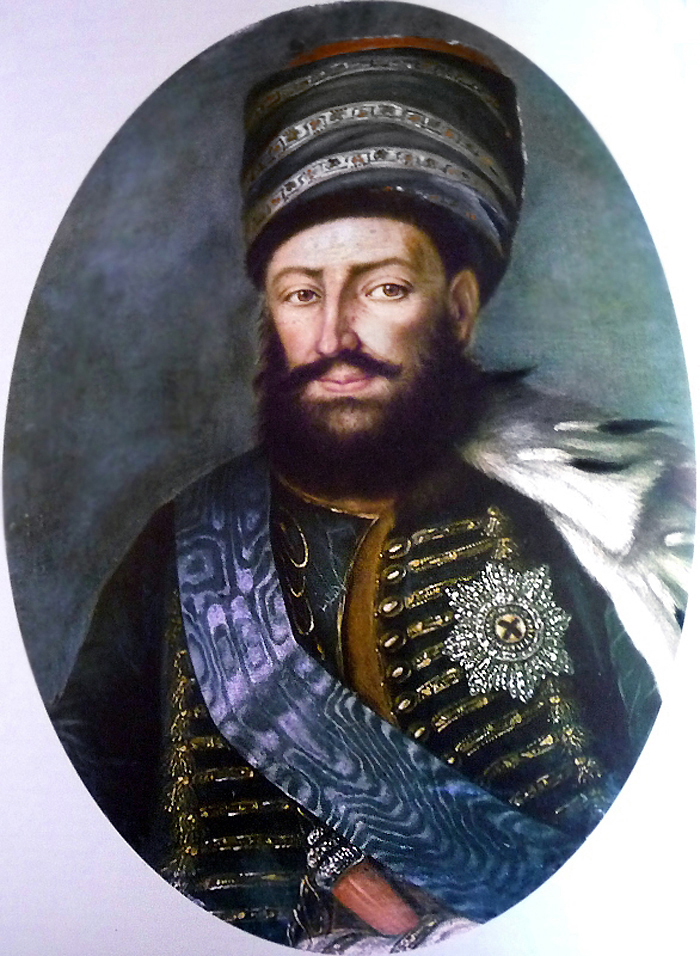
Héraclius II, père de Georges XII.

Avec la mort du prince Salomon en 1765, Georges devient l'aîné des fils survivants de la famille royale et donc l'héritier présomptif de la couronne de son père, d'après l'ancienne tradition géorgienne. Mais ce n'est qu'un an plus tard qu'Héraclius II décide de formaliser le futur de sa dynastie, après l'échec de la rébellion du prince Paata Bagration de Moukhran. Voulant recevoir une plus grande responsabilité au sein de la gouvernance du pays, il demande la gouvernance de la province de Pambak en Arménie géorgienne, avant de s'engager dans un programme de repeuplement de la région dévastée par des siècles d'invasions.
Georges est officiellement nommé héritier du trône des Deux-Géorgies en 1766. En apanage, il reçoit une large série de territoires en Géorgie septentrionale, aux frontières du royaume avec la Perse voisine et largement peuplés d'Arméniens et de Turcomans, ainsi que les titres de « seigneur de Ksani, de Tianeti, d'Aghdja-Qala, de Loré et de Pambak ». Cette décision protège Georges, dont la belle-mère Daredjan, troisième épouse d'Héraclius II, gagne en influence à la cour royale et favorise ses propres enfants. L'un d'eux, Levan, reçoit le titre de duc d'Aragvi, un apanage important en plein cœur de la Géorgie.
Cette distribution, qui continue plus tard avec l'offre du duché de Ksani au prince Ioulon Bagration en 1790, apparaît comme une tentative de diminuer les larges pouvoirs de la noblesse et de centraliser l'influence de la dynastie royale des Bagrations. Tandis que de nombreux gouverneurs sont nommés pour remplacer les différents duchés abolis, Georges épouse en 1766 la jeune princesse Ketevane Andronikachvili, fille du gouverneur de la Qiziqi, âgée de 12 ans. Elle devient rapidement populaire à la cour royale, notamment après avoir elle-même pris la charge d'une armée de 300 Géorgiens pour vaincre une bande de 500 Lezghiens en 1777. Le couple princier donne naissance à six fils et six filles avant la mort de Ketevane le 3 juin 1782. Le 13 juillet 1783, Georges se remarie avec Mariam Tsitsichvili, la fille du prince Georges Tsitsichvili, gouverneur de Pambaki et Chouragali, qui devient plus tard la dernière reine de Kartl-Kakhétie.
En tant qu'héritier du trône, le statut de Georges est très important au sein de la cour royale. Il devient ainsi membre du grand conseil d'État, chargé de conseiller le roi dans les affaires importantes du royaume. Ce statut, et la descendance qu'il engendre avec sa première femme, ne font qu'augmenter la jalousie qu'éprouve sa belle-mère à son égard.

### Prince énergique
En tant qu'héritier du trône, Georges s'implique de plus en plus dans les affaires nationales. En avril 1770, il rejoint les forces de son père pour combattre les Ottomans et reprendre Akhaltsikhé. À la tête d'une armée de 7 000 hommes renforcés par un bataillon de 1 200 Russes, il tente en vain de capturer la forteresse d'Atskouri dans la vallée de Bordjomi, après quoi les troupes du général russe Gottlob Curt Heinrich von Tottleben quittent la campagne et laissent les Géorgiens seuls face aux Turcs. Héraclius II et Georges parviennent toutefois à vaincre les forces ottomanes à Akhalkalaki et Khertvissi, avant de leur infliger une défaite décisive à Aspindza le 20 avril, lors d'une bataille ou Georges dirige l'aile gauche de l'armée géorgienne.
Peu de temps après la victoire d'Aspindza, en mai 1770, Georges et le patriarche géorgien Anton Ier sont envoyés en Iméréthie par Héraclius II afin de négocier une paix entre le roi Salomon Ier et les princes Katsia II de Mingrélie et Simon II de Gourie. Son but à long terme est de former un front géorgien uni en vue d'une invasion de l'Empire ottoman.
La même année, il est envoyé par son père avec son demi-frère Levan pour mettre un terme à une rébellion nobiliaire à Ksani. Après une campagne durant laquelle Georges est responsable des troupes du Kartli supérieur, les deux princes font prisonnier le prince Georges de Ksani et annexent ses domaines aux domaines royaux. En 1777, Georges de Ksani, pardonné par le roi et retourné dans ses domaines, se révolte à nouveau et Héraclius renvoie ses deux fils pour le mater. Après un court siège de la citadelle de Siata, les princes royaux sortent victorieux et Georges de Ksani est emprisonné à Tbilissi, tandis que ses domaines rejoignent les biens de l'héritier.
Le 1er janvier 1774, Héraclius II introduit un service militaire obligatoire dans son royaume. Pour donner l'exemple, Georges s'engage dans l'armée et est stationné à Ghartis-Kari, une citadelle frontalière faisant face aux raids lezghiens. En 1779, il accompagne son père pour assiéger Erevan, dont le souverain Hosseĩn Ali Khan se rebelle contre Tbilissi, et fait preuve de ce que le chroniqueur Papouna Orbeliani décrit comme une « véritable bravoure », vainquant le khan en un seul combat.

### Face aux crises
Durant cette période, Georges voit le statut de ses autres frères augmenter. Dès 1772, son père envoie le cadet Levan à Saint-Pétersbourg comme responsable d'une ambassade pour demander la protection des intérêts géorgiens par la Russie face aux Ottomans, une distinction auparavant offerte à l'héritier royal. Cependant, Levan meurt en 1782 et le 24 juillet 1783, le royaume de Kartl-Kakhétie et l'Empire russe signent le traité de Guerorguievsk, qui place la Géorgie sous protectorat russe et reconnait officiellement le prince Georges comme héritier du trône.
Héraclius II vieillit et son influence à la cour décroît au profit de celle de la reine Daredjan. En 1790, Ioulon, l'aîné des fils de la reine depuis la mort de Levan, est titré duc de Ksani. L'année suivante, les fils de Daredjan reçoivent en donation 6 000 familles paysannes, contre 4 000 seulement pour Georges. Enfin, en 1794, Héraclius II signe un décret changeant la loi de succession au trône, effective depuis l'unification de la Géorgie en 1010 : ce décret instaure un système de succession fraternelle qui garantit le trône à Ioulon après la mort de Georges.

Ce décret reste l'un des actes les plus controversés du règne d'Héraclius II, mais les sources contemporaines montrent que la signature aurait été forcée au roi. Une lettre royale adressée au prince Georges datant de mai 1794 raconte : 
« Le décret établissant les domaines immobiliers que Nous avons offerts à tes frères, j'ai été forcé de le signer ; mais il fut élaboré sans mon accord et rédigé par une personne qui n'a pas l'autorité de le faire, faisant de ce décret inadmissible. Crois-moi, sur la mémoire de mon père Teïmouraz, crois-moi et crois Dieu que je ne donne pas mon accord à ce décret. Aucune cause ne peut me mener à détruire ton droit de naissance... »

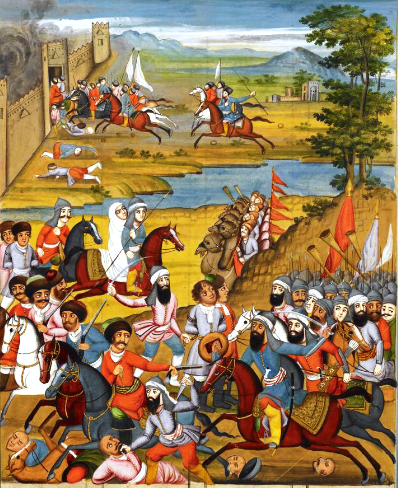
La bataille de Krtsanissi.

Ce décret n'est toutefois jamais annulé par le roi, qui passe les dernières années de son règne à craindre les résultats de sa politique pro-russe. En septembre 1795, les armées perses, qui craignent de perdre leur influence sur la Géorgie à la suite du traité de Gueorguievsk, envahissent la Kartl-Kakhétie et affrontent les petites forces géorgiennes lors de la bataille de Krtsanissi. Elle se solde par une défaite humiliante pour Héraclius II, qui voit sa capitale Tbilissi ravagée et incendiée. Georges, qui contrôle l'armée kakhienne, est accusé d'avoir causé la défaite géorgienne : il n'a pas réussi à atteindre Tbilissi, restant avec ses troupes à Sighnaghi, ralenti par la faim et la maladie.
Georges est toutefois pardonné par son père après la bataille et chargé de reconquérir la capitale. En été 1796, Georges et ses troupes de Kakhétie, aidés par l'artillerie russe, le colonel Sirikhnev et ses forces, reprend Tbilissi et chasse la garnison persane. Le prince se voit confier la reconstruction de la capitale, tandis qu'Héraclius II s'établit au palais royal de Telavi À Tbilissi, Georges reconstruit le principal pont de la ville, détruit durant la bataille, et organise la repopulation de la capitale, tout en utilisant son talent diplomatique pour empêcher une invasion lezghienne avec l'aide des Ottomans.
En décembre, Georges assure la régence du royaume lorsque son père devient trop faible pour gouverner et le 7 décembre, afin de préserver l'unité familiale, il signe un décret reconnaissant son cadet Ioulon comme premier dans l'ordre de succession. Le roi meurt le 12 janvier 1798, à l'âge de 77 ans, au palais de Telavi récemment reconstruit par Georges.

### Règne faible

#### Accession au trône
Sur son lit de mort, Héraclius II fait appeler Georges de Tbilissi afin de lui confier les affaires d'État. Le 14 janvier 1798, deux jours après la mort de son père et le Jour de Sainte Nino, Georges est reconnu comme roi de Kartl-Kakhétie par la noblesse et l'Église orthodoxe géorgienne, lors d'une cérémonie dans la ville de Kazakh. Sa titulature, qui indique la prétention de son père envers l'unification de la Transcaucasie, devient : 
« Le Prince Souverain et Héréditaire, le Sérène Roi Georges, par la Grâce de Notre Seigneur, Roi de Kartli, Roi de Kakhétie, Prince héréditaire de l'Atabeylik de Samtskhé, Prince de Kazakh, Bortchalo, Chamchadilo, Qaq, Chaki et Chirvan, Prince et Seigneur de Gandja et d'Erevan. »
Le roi Georges est chronologiquement numérisé Georges XII. Toutefois, d'après l'historien russe Nikolaï Dubrovyn, il est nommé couramment Georges XIII durant son règne, à cause du double règne de Georges XI, roi de Karthli.

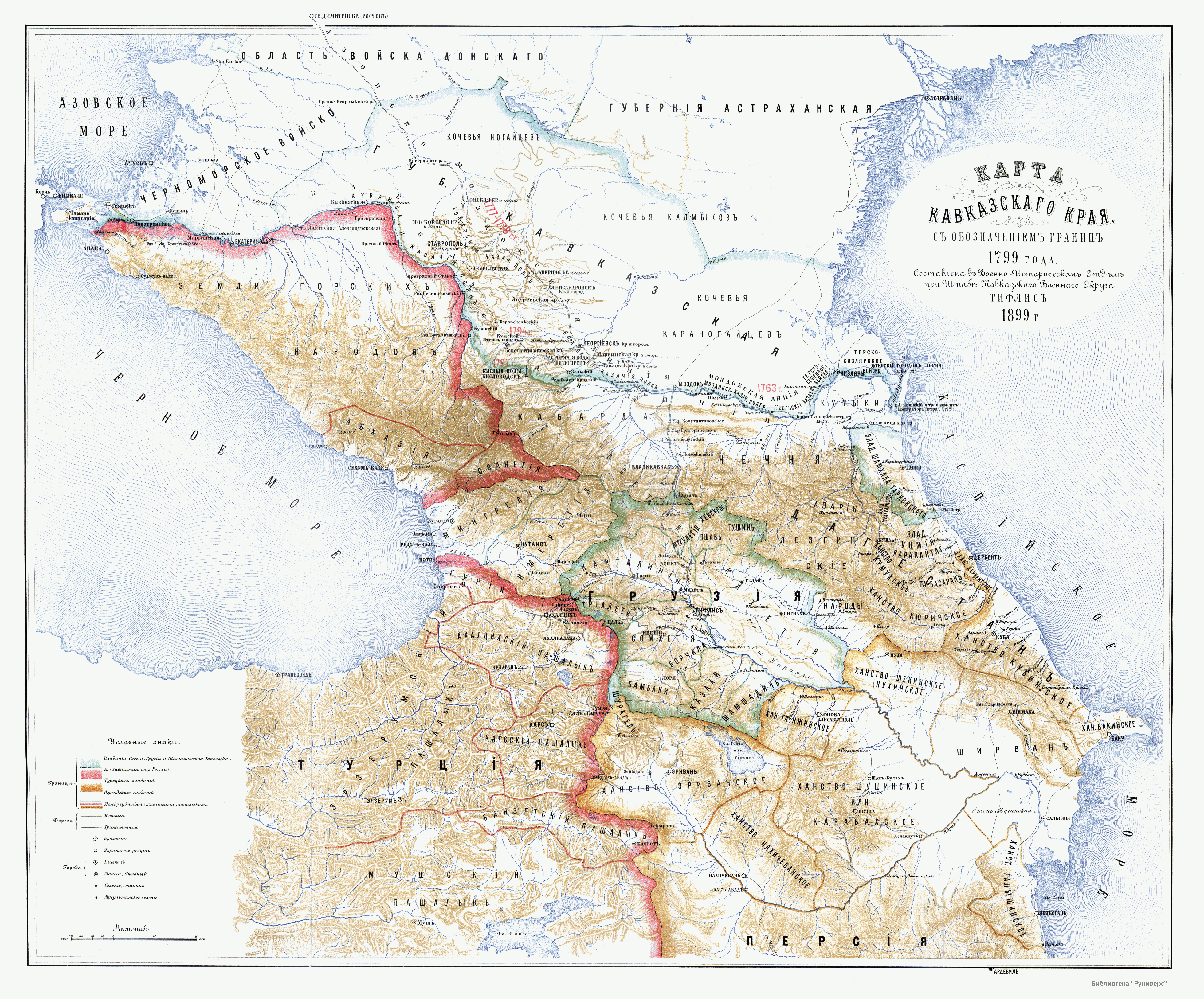
Carte de la Géorgie à l'avènement de Georges XII.

Il faut noter que ce n'est que le 5 décembre 1799, près de deux ans après son accession au trône, mais quelques mois après sa reconnaissance comme roi par l'empereur Paul Ier de Russie, qu'il se fait officiellement couronner à la cathédrale d'Antchiskhati à Tbilissi. Ce couronnement, le dernier de l'histoire géorgienne, est à nouveau mené par le patriarche Anton II. Saint-Pétersbourg, de son côté, participe à la cérémonie en décorant le nouveau roi comme chevalier de l'ordre de Saint-André et son épouse, la reine Mariam, comme dame de 1re classe de l'ordre de Sainte-Catherine, les deux décorations les plus importantes de l'Empire russe, mais la seconde décoration russe de Georges XII, qui reçoit le 3 mai 1783 l'ordre de Saint-Alexandre Nevski.
Les premiers jours de son règne sont occupés par sa tentative d'assumer son pouvoir sur la cour royale. La reine douairière Daredjan, veuve d'Héraclius II, tente en vain de rester reine de Kartl-Kakhétie en privant Mariam de ce titre, mais dans une démonstration de force, Georges XII oblige les partisans de la douairière de prêter allégeance à son règne et à la reine Mariam. Tandis que la cour royale reste établie à Telavi, Daredjan s'établit à Tbilissi, dont la reconstruction continue activement sous l'initiative du nouveau roi, d'où elle continue à attaquer le règne de son beau-fils.
Toutefois, les jours de Georges XII sont comptés dès son avènement. Âgé de 51 ans, le roi est corpulent et sa joie de vivre mène les membres de la noblesse à questionner sa capacité de diriger un pays en crise. Souffrant, comme son père, d'œdèmes, son mouvement est limité, un handicap pour un pays habitué aux monarques menant leurs troupes sur le champ de bataille.

#### Crise de succession
À la suite de son ascension, Georges XII est contraint de signer un décret reconnaissant son demi-frère Ioulon comme héritier au trône, une décision prise par le roi afin d'éviter une guerre civile dans un royaume pris entre l'Empire russe et une Perse hostile. Mais il espère nullifier ce décret et nommer son fils aîné David, qui est alors au service militaire de la Russie, comme successeur, un plan rapidement découvert par la douairière Daredjan et ses fils.
Le conflit familial est toutefois plus profond qu'une simple dispute dynastique. Au cœur du désaccord est la politique extérieure de Georges XII, une continuation de celle de son père et une orientation largement pro-russe. La cour royale est elle-même divisée en deux camps : ceux qui soutiennent la décision royale de continuer l'orientation vers Saint-Pétersbourg contre ceux qui craignent l'impérialisme russe et se disent vouloir protéger les intérêts nationaux de la Géorgie. Ces derniers sont menés par le prince Alexandre Bagration. L'envoi par Georges XII du prince Georges Avalichvili à Saint-Pétersbourg, pour lancer des négociations avec l'ambassadeur Garsevan Tchavtchavadzé auprès de l'empereur Paul Romanov au sujet du renouveau du traité de Gueorguievsk ne fait qu'envenimer la situation, le prince ayant été envoyé pour assurer la reconnaissance de David Bagration comme successeur au trône de Kartl-Kakhétie par la Russie.

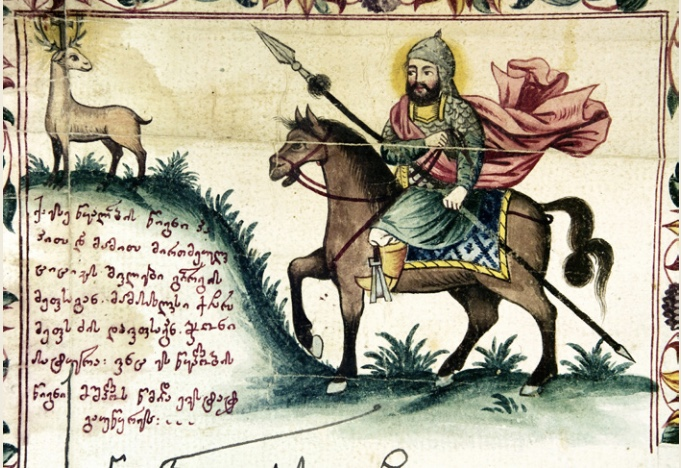
Georges XII dans un manuscrit de 1799.

La politique d'Héraclius II de centralisation des terres auprès de la dynastie royale se révèle avoir une conséquence inattendue. Piotr Boutkov, historien russe du XIXe siècle, explique la situation en Kartl-Kakhétie à l'avènement de Georges XII de cette manière : 
« Les princes royaux, mis en charge d'une importante section du royaume au détriment de l'aristocratie, ne pensaient pas à se subordiner à l'intérêt général. Chacun s'engageait à renforcer son propre parti et devenir pratiquement autonome, ou encore à semer la discorde dans le royaume. L'autorité répartie de cette manière dans un État si petit donnait l'impression d'une anarchie. »
Les frères royaux se renferment dans leurs domaines à la suite de l'envoi d'Avalichvili en Russie et annoncent leur refus de reconnaitre Georges XII comme souverain. En réponse, ce dernier confisque les domaines de la douairière Daredjan et issue un décret restreignant les droits des princes royaux. La guerre civile que Georges XII avait tenté d'éviter commence alors avec la prise de la citadelle de Sourami par le prince Pharnavaz Bagration en 1798. Accentuant la situation, l'armée centrale du royaume disparaît en se divisant entre les différents princes, privant Georges XII d'une force géorgienne loyale hors de la Kakhétie orientale.
Le roi embauche alors 1 200 soldats lezghiens venant du nord-est du Caucase. Cette décision est largement critiquée par la société géorgienne qui accuse Georges XII d'engager une peuplade historiquement ennemie des Géorgiens et organisant des raids constants sur les territoires géorgiens depuis le XVIe siècle. Les Lezghiens sont utilisés pour restaurer l'ordre en Kartli mais ravagent souvent les villages géorgiens et sèment la terreur dans la région. De plus, le haut coût de leur entretien mène Georges XII à augmenter les impôts sur les marchands et la classe nobiliaire et menace par la force chaque noble refusant de payer. À travers le royaume, le manque de fonds pour entretenir les forces de paix publique signifie la montée du taux de criminalité.
La situation se dégénérant, Georges XII et ses frères ouvrent les portes à une intervention étrangère,. Le roi envoie à son ambassade en Russie l'instruction de changer les termes du traité de Gueorguievsk afin d'autoriser l'empire à intervenir dans les affaires internes de la Géorgie et à faire de la reconnaissance de l'héritier au trône un pouvoir de l'empereur de Russie. Le 18 avril 1799, les efforts de l'ambassadeur Garsevan Tchavtchavadzé aboutissent avec la signature d'un édit impérial par Paul Ier renouvelant le traité et reconnaissant le pro-russe David, fils de Georges XII, comme héritier au trône des Deux-Géorgies.

#### Relations avec la Russie

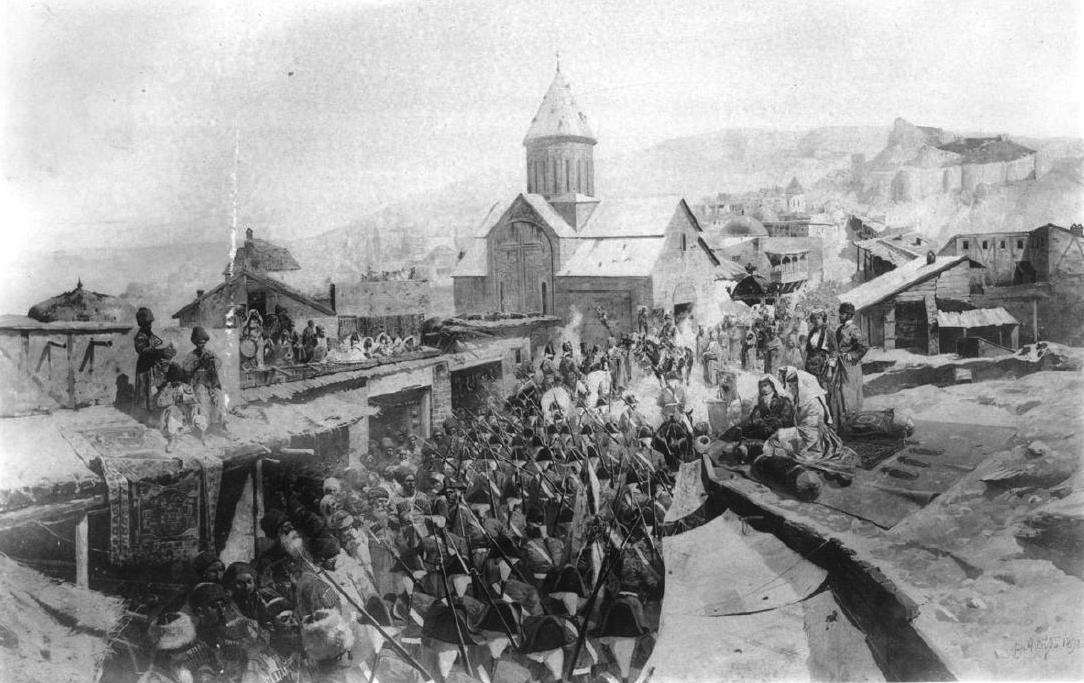
Entrance of the Russian troops in Tiflis, 26 November 1799 par Franz Roubaud.

Le renouvellement du traité de Gueorguievsk oblige l'empereur Paul Ier à changer sa politique de rester au-dehors des affaires du Caucase, une politique qui était elle-même une grande contradiction des ambitions expansionnistes de sa mère, Catherine II. Saint-Pétersbourg est obligé de reconsidérer les avantages économiques, politiques et militaires de s'imposer en Transcaucasie et le général Carl Heinrich Knorring, qui dirige les troupes russes du Caucase, reçoit de nouvelles instructions. Sans que Tbilissi le sache, Paul Ier signe un document secret en même temps que le nouveau traité, obligeant à Knorring de s'assurer de l'annexion du royaume de Kartl-Kakhétie après la mort de Georges XII.
L'Empire russe envoie le conseiller d'État Piotr Ivanovitch Kovalenski en tant qu'Ambassadeur plénipotentiaire de Russie en Kartl-Kakhétie le 8 novembre 1799. Il est suivi le 26 novembre par Ivan Petrovitch Lazarev en tant que chef des troupes russes en Géorgie et deux bataillons de soldats russes. Georges XII, heureux de ce qu'il considère être une victoire diplomatique contre la classe nobiliaire anti-russe, fait organiser une parade pour les accueillir dans la capitale du royaume et rencontre Kovalenski au palais royal de Tbilissi. D'après le poète géorgien Ilia Tchavtchavadzé, qui écrit un siècle plus tard, « il faudra attendre longtemps avant de voir la Géorgie si heureuse ». La population de Tbilissi, vivant encore sous les craintes suivant la bataille de Krtsanissi, voit l'arrivée des Russes orthodoxes comme une garantie contre les envahisseurs musulmans qui dévastent le pays depuis au moins le XIIIe siècle.
Kovalenski s'établit en Kartl-Kakhétie avec une longue liste de tâches à accomplir. D'un aspect urgent et pour satisfaire les demandes de Georges XII, il doit servir de garde contre les intrigues de la reine douairière Daredjan, qui continue à s'engager dans une campagne contre le roi, et contre les ambitions impérialistes de la Perse voisine. Pour achever cela, les troupes russes s'engagent à la formation d'une armée stable de Kartl-Kakhétie, opérant d'après les standards européens et capable de se défendre et de suivre les intérêts de la Russie. Kovalenski entre également en négociation avec les différents khans de Ciscaucasie pour les intégrer dans la sphère d'influence russe. Accompagné d'une équipe de marchands, de scientifiques et de conseillers économiques, il est aussi chargé d'évaluer le potentiel économique et géographique de la région, ainsi que débuter des réformes économiques pour améliorer la situation commerciale transcaucasienne.

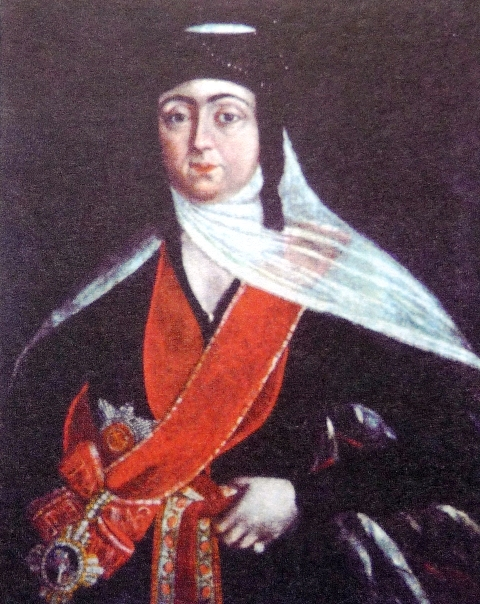
La reine Mariam de Kartl-Kakhétie.

Toutefois, les ordres de Kovalenski sont bien plus étendus que ce que Georges XII avait demandé. Une partie de ses troupes se stationnent à la frontière turque pour empêcher tout conflit entre les Ottomans et les Géorgiens, afin de préserver la paix fragile entre Constantinople et Saint-Pétersbourg. Il organise aussi l'intégration de communautés arméniennes au sein du royaume, chacune avec son propre melik, ou préfet. Finalement, l'ambassadeur russe se doit de superviser la conduite des affaires d'États par Georges XII, pour s'assurer que chacune de ses décisions soit en accord avec les intérêts de la Russie.
Les pouvoirs de Piotr Kovalenski font de lui un quasi-gouverneur, et non pas seulement un ambassadeur. Bientôt, il contrôle tout courrier écrit par ou pour le roi. Quand Georges XII tombe malade vers la fin de 1800, ce sont Kovalenski et le général Lazarev qui prennent en main les affaires nationales au lieu de son fils, le prince David, qui était lui-même de retour de son service militaire en Russie depuis 1799.

#### GeorgesXIIet les Ottomans
Peu de temps après l'arrivée au pouvoir de Georges XII, il doit faire face à une situation de plus en plus tendue à sa frontière septentrionale. Tandis que le sud-est du royaume est occupé par la Perse, ennemie de la Kartl-Kakhétie depuis Héraclius II, le sud-ouest partage une frontière avec l'Empire ottoman. Notamment, le pacha Sabouth de Tchildir, beau-frère du sultan Sélim III, gouverne les territoires géorgiens sous administration ottomane avec une hostilité particulière envers les Géorgiens orthodoxes.
Afin d'assurer une politique pacifique entre Constantinople et Tbilissi, Georges XII considère d'abord transformer la Kartl-Kakhétie en un protectorat ottoman. Cette action est aussi vue comme une tentative du roi à forcer la Russie à confirmer ses obligations militaires sous le traité de Gueorguievsk, obligations qui sont loin d'être suivies par Saint-Pétersbourg depuis la signature du traité en 1783. En 1798, Georges XII envoie le prince Aslan Orbeliani pour négocier les termes d'un protectorat auprès du pacha Sabouth.
Saint-Pétersbourg répond rapidement à cette menace du changement de l'orientation extérieure de la Géorgie et approuve les demandes des diplomates envoyés par Tbilissi. Georges XII décide d'annuler ses négociations avec Tchildir et rappelle Aslan Orbeliani vers Tbilissi. Sabouth, vexé par ce changement inattendu de Georges XII, commence de nombreux raids sur les territoires frontaliers du royaume, tout en engageant les Lezghiens de Ciscaucasie à faire de même en Kakhétie. Les Lezghiens ravagent la province de juillet à septembre 1798.
En avril 1799, le général français Napoléon Bonaparte, en pleine guerre contre les Ottomans en Syrie, considère une alliance avec Georges XII. Il envoie un ambassadeur auprès de la cour royale, mais celui-ci est intercepté par Sabouth, qui le fait exécuter. Le 15 avril 1799, la nouvelle de cette tentative d'alliance avec la France atteint Tbilissi, mais Georges XII ne tente pas de renouveler cette opportunité.

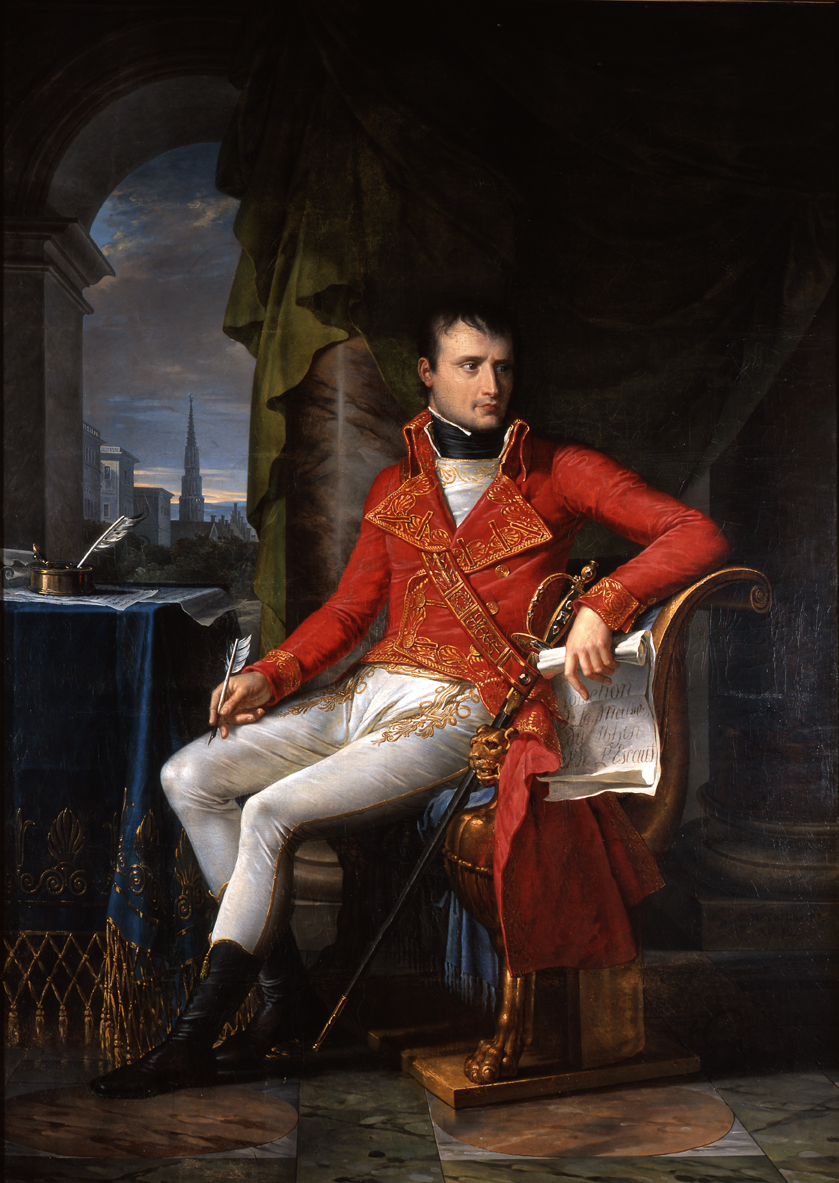
En avril 1799, Bonaparte, premier consul, tente d'envoyer un émissaire en Géorgie (portrait par Meynier, 1804).

Grâce au soutien officiel de la Russie envers Georges XII, Vassili Tomara, l'ambassadeur russe auprès de l'Empire ottoman, parvient à négocier une paix entre Constantinople et Tbilissi. Le sultan Sélim III interdit alors toute action agressive contre la Kartl-Kakhétie. Cela n'empêchera pas Sabouth de s'engager tout de même dans l'invasion avare de la Géorgie orientale à venir.

#### Craintes de la Perse
Fath Ali Chah Qadjar devient chah d'Iran en juillet 1797 et porte immédiatement son attention vers le Caucase, région historiquement stratégique pour la Perse et ses relations avec l'Empire ottoman et la Russie. En juin 1798, le général persan Soliman Khaoun Qadjar arrive en Transcaucasie pour soumettre les différentes principautés de la région au nouveau gouvernement de Téhéran. Celui-ci en profite pour réclamer la soumission de Georges XII, une soumission à confirmer en envoyant son fils David comme otage auprès du chah, dans une lettre menaçante : 
« Si votre bonne fortune ne vous le permet pas et votre destin malicieux vous empêche de vous embarquer sur cette route heureuse et si vous vous montrez irrégulier pour nous servir, ceci deviendra évident : notre étendard glorieux marchera vers vos terres et, comme sous le temps d'Agha Mohammad Khan, vous serez soumis à une dévastation doublement puissante, la Géorgie sera à nouveau détruite et le peuple géorgien va devoir faire face à notre colère. Vous serez sage d'accepter ce conseil et d'accomplir nos ordres. »
Le 3 juillet, le chah envoie un étendard auprès de Georges XII pour le reconnaitre comme souverain vassal de la Perse et, adoucissant son ton, offre des richesses au roi en échange du changement de sa politique pro-russe. D'après l'ambassade britannique à Saint-Pétersbourg, Georges XII envoie alors son beau-père, le prince Georges Tsitsichvili, comme ambassadeur auprès de Soliman Khaoun Qadjar pour lui présenter, au lieu de tribut monétaire (les fonds trésoriers du royaume étant pauvres), une précieuse montre comme gage de coopération. Mais la nouvelle d'une tentative de détrôner Fath Ali Chah force Soliman à retourner à Téhéran et Tsitsichvili retourne à Tbilissi sans présenter son offrande.
Toutefois, les ambitions de la Perse ne s'atténuent pas. Bientôt, le khanat de Karabakh, une province historiquement géorgienne, coupe ses relations avec la couronne de Kartl-Kakhétie et offre son allégeance au chah persan. Fath Ali Chah envoie une nouvelle ambassade en 1799 à Tbilissi pour tenter de forcer Georges XII à accepter les conditions persanes et de prouver l'inactivité de la Russie, mais l'arrivée des Russes en novembre 1799 permet à Tbilissi de reprendre une position de pouvoir.
Au début de 1800, l'envoyé russe Piotr Kovalenski envoie le lieutenant de réserve Merabov en tant que représentant spécial auprès de la cour du chah. Merabov arrive à Téhéran avec une liste de demandes, dont le retour des prisonniers géorgiens capturés durant la bataille de Krtsanissi et le remboursement des coûts de l'invasion de 1795. Il rajoute aussi que Saint-Pétersbourg désire entretenir des relations amicales avec la Perse, mais sous condition que celle-ci abandonne toute prétention sur la Kartl-Kakhétie. Le grand vizir persan Hajji Ebrahim Chirazi, qui refuse de reconnaitre les termes de Merabov et demande l'envoi d'une ambassade par Paul Ier, tente d'exécuter le représentant russe, qui parvient à retourner à Tbilissi en passant par la route instable de Racht et Bakou.
En avril 1800, une nouvelle ambassade persane arrive à Tbilissi pour répondre aux demandes de Merabov et menacer Georges XII d'une invasion par 60 000 soldats musulmans. Toutefois, le roi refuse d'accorder une audience privée aux diplomates persans et les rencontre auprès de l'ambassade russe à Tbilissi, avec Kovalenski. Georges XII, encouragé par la présence militaire russe, refuse catégoriquement les termes de Fath Ali Chah, qui se prépare alors pour une invasion.

#### GeorgesXII, roi au sein d'un empire?

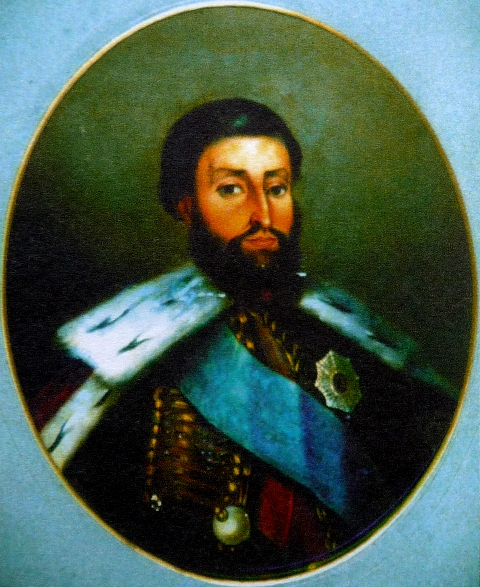
Portrait de Georges XII.

La division interne et les menaces extérieures poussent Georges XII à demander un nouveau changement de ses relations avec la Russie. Le 7 septembre 1799, il envoie une lettre à son ambassade à Saint-Pétersbourg proclamant : 
« D'après la vérité chrétienne, offrez mon royaume et mes domaines à la protection du trône impérial russe et donnez à la Russie autorité complète afin que le royaume de Géorgie entre dans l'Empire russe au même statut que les autres provinces de Russie.

Puis demandez humblement à l'empereur de toute la Russie de m'accorder, tout en prenant le royaume de Géorgie sous son autorité, la promesse écrite que la dignité royale ne sera pas privée de ma maison et sera préservée de génération à génération comme dans le temps de mes ancêtres.

Soumettez aussi à Sa Grâce l'empereur une humble pétition pour m'offrir un don de terre au sein des frontières de l'Empire russe, comme possession héréditaire, qui me servira de garantie de ma soumission finale. »
Cette demande d'annexer la Kartl-Kakhétie au sein de l'Empire russe est basée sur l'ancien système persan de gouvernance sur la Géorgie, qui considérait le dirigeant géorgien comme un wali (ou gouverneur) aux yeux du chah de Perse mais comme un mep'e (ou roi) aux yeux du peuple géorgien. Toutefois, cette lettre n'arrive jamais aux mains de la délégation géorgienne : Piotr Kovalenski, jaloux de la position de l'ambassadeur géorgien Garsevan Tchavtchavadzé, fait rappeler les diplomates de Georges XII en Géorgie.
En avril 1800, le roi, menacé à nouveau par la Perse, renvoie une ambassade, composée de Garsevan Tchavtchavadzé, Georges Avalichvili et Eleazar Palavandichvili, à Saint-Pétersbourg. Ils sont confiés d'un document négocié par la cour royale, les Articles pétitionnaires, une liste de 16 demandes faites par le royaume de Kartl-Kakhétie auprès de l'empereur Paul Ier. Parmi ces demandes sont une promesse de garder Georges XII comme roi avec le droit d'administrer son royaume d'après les lois russes, garantir le droit de succession de ses descendants en tant que souverains, la présence de 6 000 soldats russes dans des positions stratégiques du royaume, l'envoi d'artisans russes pour exploiter les métaux précieux de la Géorgie, une assurance contre les raids ottomans et la promesse de donner aux nobles, membres du clergé, marchands et artisans géorgiens les mêmes droits que les autres citoyens de la Russie,.

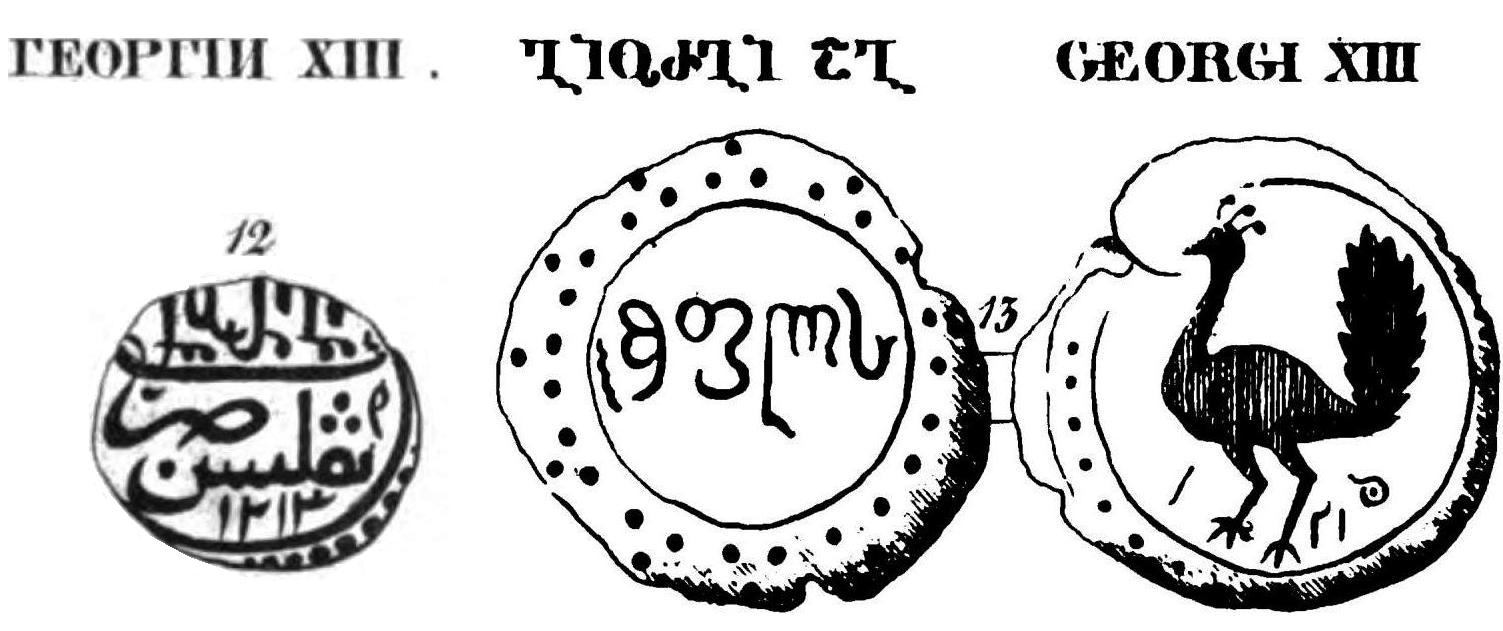
Monnaie de Georges XII, le nommant Georges XIII.

Tandis que l'ambassade géorgienne atteint Saint-Pétersbourg en juin, Kovalenski se fait nommer administrateur du royaume par Georges XII, avec son fils, le prince Jean Bagration. Son pouvoir grandissant, les Géorgiens parviennent à convaincre les autorités russes de limoger Kovalenski et l'empereur Paul signe un décret à cet effet le 3 août 1800, le remplaçant par Ivan Lazarev, qui devient alors le chef des forces politiques et militaires en Kartl-Kakhétie.
Les négociations entre Géorgiens et Russes se déroulent de juin à novembre au Collège des Affaires extérieures de Saint-Pétersbourg. Le côté russe est mené par le comte Fédor Vassilevitch Rostpotchine et, le 19 novembre 1800, le gouvernement russe s'accorde aux seize points des Articles pétitionnaires. Avant l'intégration formelle du royaume au sein de l'Empire russe, les émissaires géorgiens doivent retourner à Tbilissi et obtenir l'accord du conseil royal et la signature de Georges XII, avant la signature d'un acte officielle par l'empereur Paul. À la fin du mois de novembre, Avalichvili et Palavandichvili retournent vers la Géorgie pour s'engager dans une campagne pour s'assurer l'accord de l'opinion publique, aidés par le général Knorring, qui dirige toujours les forces armées russes du Caucase.
L'empereur Paul, dont la politique domestique devient de plus en plus autoritaire et ses relations internationales de plus en plus instables, a toutefois d'autres plans pour la Kartl-Kakhétie. Notamment, à la suite de l'invasion britannique de Malte le 4 septembre 1800, il envisage de donner aux chevaliers de l'ordre de Malte des territoires en Géorgie. De plus en plus, il considère l'idée d'un roi souverain au sein de son empire autocratique comme un plan allant contre les intérêts de sa couronne.

#### La division interne augmente

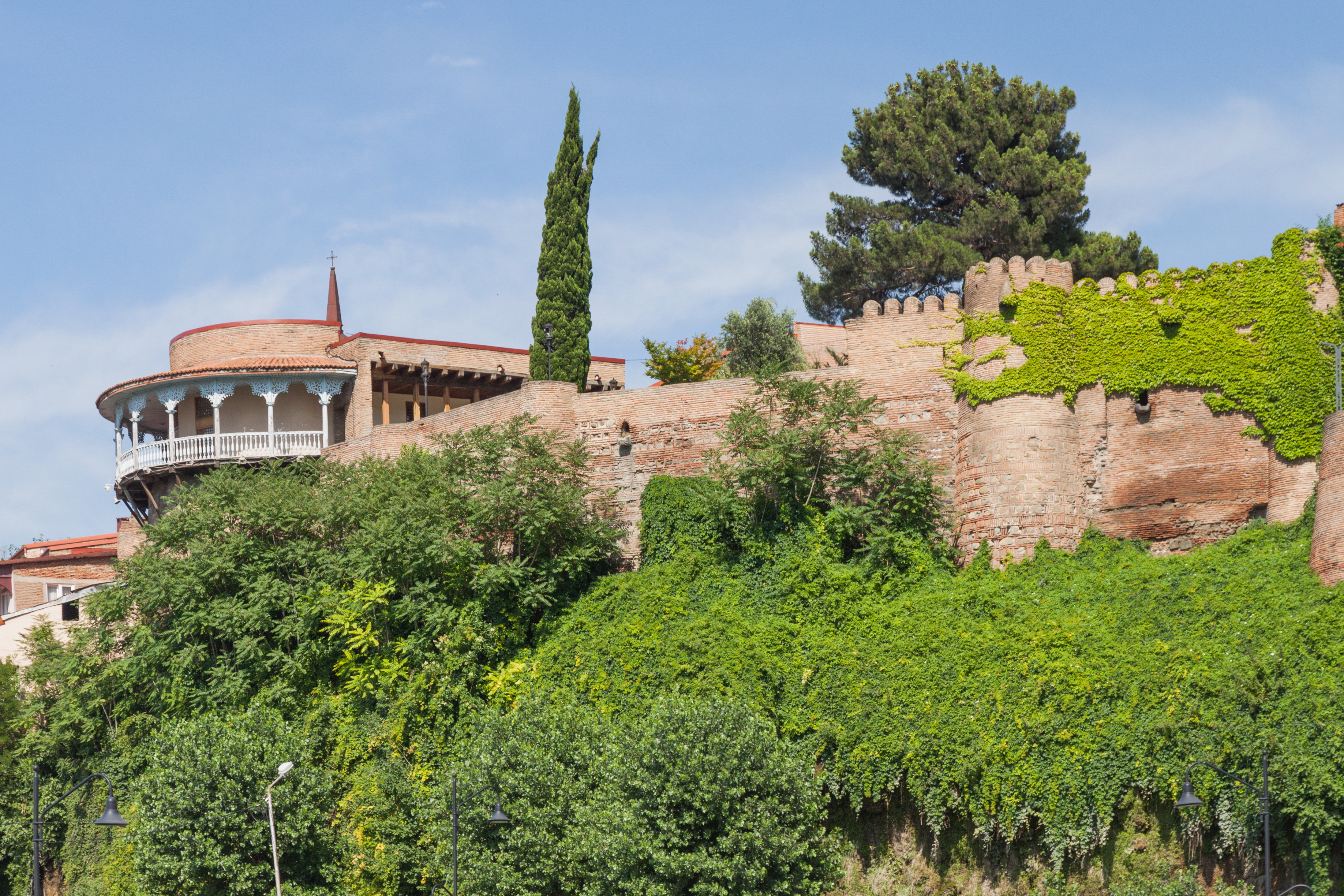
Daredjan reste emprisonnée dans son palais de Tbilissi.

Malgré sa forte politique extérieure aidée par une équipe diplomatique compétente, Georges XII reste largement incapable de contrôler son royaume. Cela se présente le plus lorsque son fils cadet Jean lui présente un plan ambitieux de réforme le 10 mai 1799, un plan qui aurait changé le système administratif et le secteur financier du royaume tout en inaugurant un programme d'éducation publique. Tandis que le roi approuve le plan, le manque de soutien royal par les classes nobiliaires et marchandes empêchent sa réalisation. La reine Mariam elle-même abuse de la faiblesse de son époux : elle vole l'insigne royale pour contrefaire la signature du roi à de nombreuses reprises, le roi prêtant comme jeu son insigne à ses plus jeunes enfants.
Georges XII est atteint d'une paranoïa qui lui fait craindre une tentative d'assassinat. Il fait placer la douairière Daredjan sous surveillance constante et se referme sous la confidence de ses trois aînés, David, Jean et Bagrat. La classe nobiliaire est elle-même divisée entre ceux qui soutiennent Daredjan et veulent voir le prince Ioulon sur le trône avec une politique modérément favorable à la Russie contre le clan pro-persan du prince Alexandre Bagration. Une partie de la classe marchande veut quant à elle une abolition complète de la monarchie en faveur d'un système républicain.
L'arrivée des Russes en novembre 1799 ne fait qu'envenimer la division interne. Non seulement l'envoyé Kovalenski se heurte souvent avec le général Lazarev, mais il se retrouve à insulter régulièrement les membres de la famille royale. De plus, il s'engage dans une politique pour diviser les Géorgiens de la communauté arménienne, qui constitue une large partie de la classe bourgeoise de Tbilissi. Deux préfets arméniens de Tbilissi, Djoumchid et Feridoun, reçoivent un salaire russe pour la propagation de sentiments pro-russes au sein des Arméniens de Géorgie et sont en contact direct avec les autorités russes, une violation de l'accord entre Georges XII et Saint-Pétersbourg. Joseph II Argoutiniski, le catholicos arménien consacré en 1800, encourage de sa part une opposition contre le roi et le soutien de sa communauté envers l'empereur Paul. D'après des interceptés diplomatiques britanniques en Inde, les Russes avaient promis aux Arméniens la création d'un État autonome au sein du royaume de Kartl-Kakhétie.

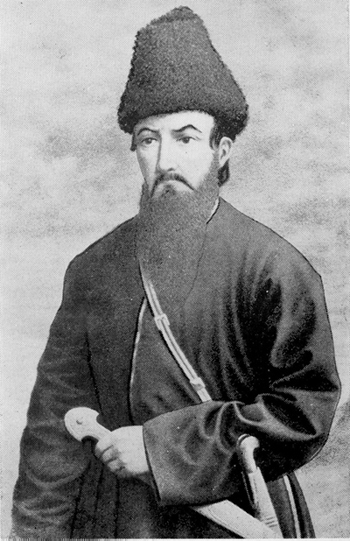
Alexandre Bagration.

Malgré son isolation à Tbilissi, Daredjan parvient à mener la propagande contre Georges XII à travers la région. Elle réussit à pousser les méliks arméniens et les khans azerbaïdjanais contre Georges XII et tente faire reconnaitre son fils Ioulon comme héritier au trône lors de négociations secrètes avec le pacha Soubath de Tchildir et le roi Salomon II d'Iméréthie, qui dirige la Géorgie occidentale. Ce dernier est par ailleurs largement opposé à la politique pro-russe de Georges XII et se plaint au roi du manque de consultation à travers les États géorgiens.
En juillet 1800, les princes Ioulon, Pharnavaze et Vakhtang rassemblent 3 000 hommes sous prétexte de vouloir se préparer contre une invasion persane, mais assiègent Tbilissi afin de libérer la reine Daredjan. Les Russes d'Ivan Lazarev parviennent tout de même à anéantir la mission et les troupes rebelles se dispersent, tandis que Daredjan reste emprisonnée dans la capitale.

#### Tentative d'invasion persane
C'est en avril 1800 que Georges XII refuse une dernière fois de se plier aux termes de la Perse. En réponse, Fath Ali Chah envoie une armée de 10 000 soldats, sous le commandement de son fils Abbas Mirza et du général Soliman Khaoun Qadjar, menacer les frontières géorgiennes. L'armée se concentre à Tabriz et annonce son intention de marcher sur Makou, Erevan et Tbilissi, tandis que le prince Alexandre Bagration quitte le royaume pour les rejoindre en Azerbaïdjan en juillet. Celui-ci, ayant informé les points de faiblesse de la Kartl-Kakhétie aux Persans, rejoint le commandement des troupes, est nommé khan de Géorgie par le chah et traverse l'Araxe, s'approchant des frontières du royaume.
Les préparations russes pour défendre la capitale sont loin d'être fortes. Kovalenski, avec l'accord de Georges XII, fait creuser des tranchées autour de Tbilissi, mais en accomplissant cela, il ne fait que déterrer des centaines de corps, menant à une épidémie d'infection virale dans la ville, puis en Kartli intérieure, à la suite de quoi Georges XII ne répond qu'en envoyant un représentant religieux à travers la région.
Le 10 juillet 1800, Paul de Russie ordonne le général Knorring d'envoyer des renforcements vers la Géorgie. Dix escadrons de cavaliers et neuf bataillons d'infanterie armée traversent le Caucase depuis la ligne de défense du Caucase nord. En septembre, le général Gouliakov et son régiment de mousquetaires de Kabardie débarquent en Kakhétie. Ces nouvelles arrivées découragent la Perse, qui se retire d'Erevan pour retourner à Tabriz, tandis qu'Alexandre se réfugie au Karabakh.

#### Invasion avare

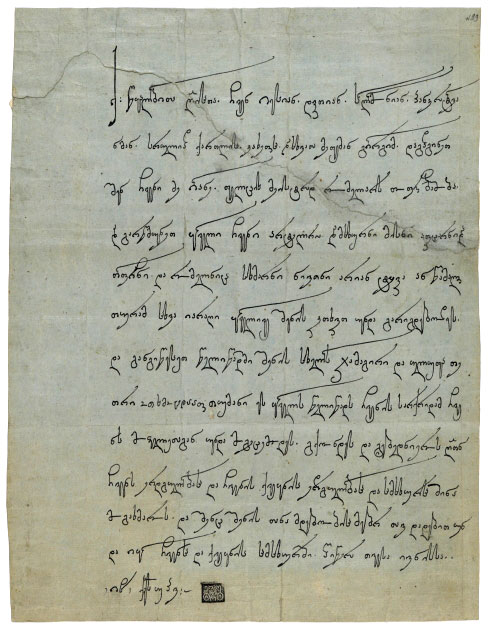
Décret royal nommant le prince Jean Bagration comme ministre des Armées le 20 novembre 1800.

De son refuge à Erevan, le prince Alexandre rejoint le domaine des Avars et réussit à convaincre Omar Khan, qui dirige la contrée depuis 1774, à se tourner à son tour contre Georges XII. Omar Khan, qui est formellement un vassal du roi de Kartl-Kakhétie, camoufle son plan d'invasion en demandant une protection militaire au générale russe Knorring. Mais un plan de guerre se met rapidement en place avec l'aide du camp de Daredjan : Alexandre et Omar Khan s'engagent à envahir la Kakhétie, tandis que les princes Ioulon, Pharnavaze et Vakhtang se préparent à occuper la Gorge de Dariali, la seule ouverture naturelle sur la frontière entre la Géorgie orientale et la Ciscaucasie, afin d'empêcher le débarquement de renforcements russes. Les trois frères s'accordent à se diviser le royaume entre eux dans le cas d'un succès militaire.
En août 1800, les Avars lancent une première tentative d'invasion dans le Sagaredjo, en Kakhétie orientale. Toutefois, ils sont rapidement vaincus et détournés par un détachement des princes Jean et Bagrat, fils de Georges XII, lors d'une bataille à Niakhouri, aux bords de l'Alazani, le 15 août. Mais Omar Khan parvient à récupérer ses forces et reçoit le soutien militaire de Fath Ali Chah et du pacha Sabouth de Tchildir. En attendant une nouvelle opportunité d'attaque, Alexandre s'adresse au peuple géorgien, jurant sur la tombe de Sainte Nino que son alliance avec les ennemis traditionnels du pays n'est que temporaire et n'est que pour restaurer l'ordre légitime en Géorgie.
Au début du mois de novembre, une armée de 12 000 Avars, menés par Omar Khan et Alexandre Bagration, envahit la Kakhétie. Georges XII, qui se distance de ses responsabilités royales, nomme les princes Jean et Bagrat responsable des troupes géorgiennes. Jean devient le chef de l'artillerie géorgienne et est renforcé par les forces russes de Lazarev et du général Gouliakov. 2 000 Russes, Kakhétiens et soldats montagnards de Pchavi, Toucheti et Khevsoureti doivent faire face aux envahisseurs. Le 7 novembre 1800, les deux camps se rencontrent à la jonction de l'Iori et de l'Alazani.
Dans la bataille de Kakabeti, les Géorgiens et Russes sortent vainqueurs. À la suite de la perte de 2 000 hommes, les Avars font un détour et Omar Khan est lui-même blessé gravement. Il meurt quelques semaines plus tard, tandis qu'Alexandre Bagration se réfugie au Karabakh avec 2 000 partisans. Pour leur victoire, Jean et Bagrat Bagration, Lazarev et Gouliakov sont décorés de l'ordre de Saint-Jean de Jérusalem par l'empereur Paul.

#### Annexion par la Russie

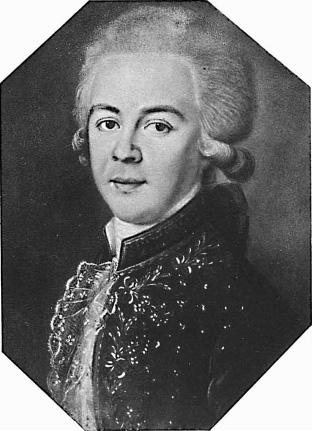
Le comte Apollon Moussine-Pouchkine.

L'invasion avare oblige les autorités russes à augmenter leur présence en Transcaucasie. Le 15 novembre 1800, tandis que la délégation diplomatique envoyée par Georges XII est toujours en négociation avec Saint-Pétersbourg, l'empereur Paul de Russie ordonne au général Knorring de renforcer autant que possible les forces russes déjà présentes en Kartl-Kakhétie. Il commande aux autorités russes de Tbilissi d'empêcher l'accession au trône du successeur du mourant Georges XII sans l'accord direct de Saint-Pétersbourg, un ordre caché aux émissaires géorgiens.
Parallèlement, le comte Apollon Moussine-Pouchkine, un éminent géologue russe établis dans le Caucase depuis septembre 1799 afin d'étudier le potentiel économique du royaume, publie un rapport détaillé sur la Kartl-Kakhétie. Dans le rapport, il mentionne la richesse géologique de la Géorgie que la Russie peut exploiter ainsi que l'avantage d'utiliser Tbilissi comme base commerciale avec la Perse et l'Inde et la Géorgie comme base militaire contre l'Empire ottoman, la Perse et le Daghestan. De plus, ce rapport fait part du manque de popularité du prince David Bagration, l'héritier présumé de Georges XII.
Le général Lazarev fait quant à lui un autre rapport sur les conditions socio-politiques du royaume. Il fait détail du manque de pouvoir alarmant de Georges XII et de la large opposition contre son fils aîné. D'après Lazarev, le haut taux d'imposition et l'insécurité générale liée aux conflits internes et extérieures ont des effets négatifs sur l'économie. Le manque de fonds dans la trésorerie nationale empêche les autorités royales de payer les salariées publiques, menant à une corruption sans précédent. La population du royaume a diminué à un niveau dangereusement bas : un recensement de 1801 ne compte que 35 000 familles dans le royaume et 168 929 résidents.
La révélation de ces rapports oblige Paul à changer sa décision sur la Géorgie au début de décembre et décide de faire accélérer le processus d'annexion de la Kartl-Kakhétie, sans la ratification par Georges XII. En effet, la crainte des autorités impériales est le décès du monarque malade avant la ratification des Articles pétionnaires, sa mort pouvant mener à une nouvelle guerre civile et à la capture de Tbilissi par Ioulon Bagration. Le roi lui-même voit la situation d'un même œil, écrivant le 7 décembre 1800 à Lazarev que « nos terres appartiennent à Sa Majesté Impériale ».
Le 17 décembre, l'empereur convoque le Conseil impérial d'État, mené par le procureur général Piotr Khrisanfovitch Obolianov. Tandis qu'une majorité des membres du Conseil s'adressent contre l'annexion directe du royaume de Kartl-Kakhétie, Obolianov fait changer les minutes de l'entretien, déclarant que la volonté de Paul Ier était déjà prise. Ces minutes sont aussi confirmées par le prince impérial Alexandre Romanov.
Le 18 décembre, tandis que les émissaires géorgiens sont toujours en route et alors que Georges XII est couché sur son lit de mort, Paul de Russie signe le décret annexant le royaume de Kartl-Kakhétie. Il nomme David Bagration comme administrateur de la province et offre à la noblesse géorgienne des titres de comte et de baron russes. Cette annexion ne sera formalisée que deux ans plus tard, Paul se faisant assassiner quelques mois plus tard avant que le décret ne soit publié à Tbilissi,.

### Décès

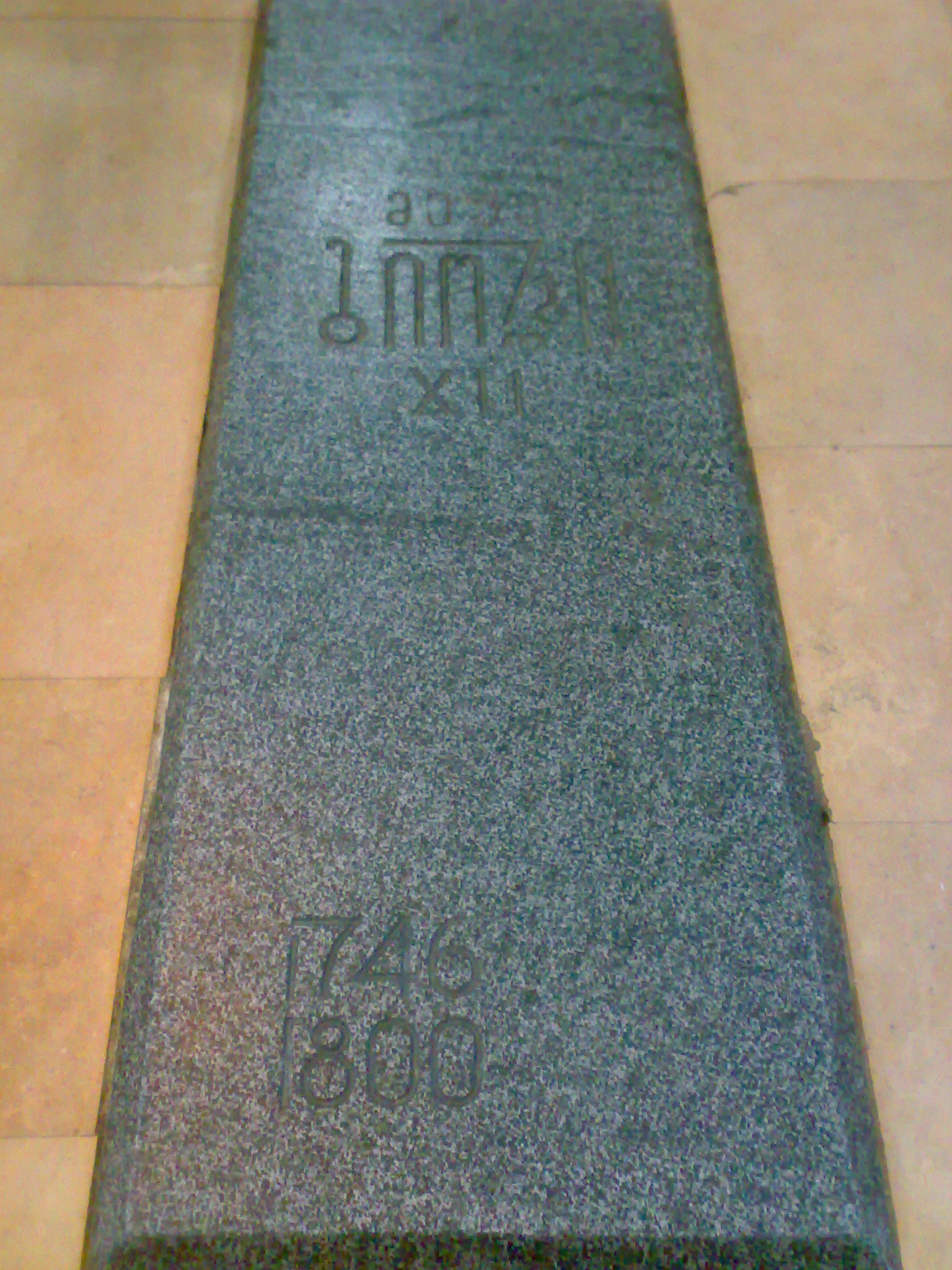
Tombe de Georges XII à Mtskheta.

Durant la seconde moitié de 1800, Georges XII tombe gravement malade, une situation liée à ses œdèmes qui l'empêchent de se déplacer. Son manque d'apparitions publiques le rend largement impopulaire parmi ses sujets. Les affaires d'État étant de plus en plus contrôlées par les autorités russes, le roi passe ses derniers mois à superviser la restauration de l'icône de Saint-Georges à Botchorma, un village montagnard de Toucheti, par l'artisan Gabriel.
Georges XII reste isolé dans son palais à Tbilissi. Tandis qu'il ne garde confiance qu'en ses fils David, Jean et Bagrat, il s'éloigne même de son hériter David quand celui-ci épouse le 9 janvier 1800, Hélène Abamelik, la fille d'un marchand arménien, contre la volonté de son père. Tentant d'associer son fils cadet au trône, il nomme Jean comme ministre des Armées le 20 novembre. Sept de ses 23 enfants meurent avant son règne et le roi souffre de dépression, en plus de son isolement et de sa maladie. Il n'apprendra jamais la nouvelle de la signature par Paul Ier du décret incorporant la Kartl-Kakhétie au sein de l'Empire russe, son plus grand effort diplomatique. Malade, il tente, en vain, de se guérir avec des médicaments de Russie et le docteur Hirzius.
Le 28 décembre 1800, alors que ses ambassadeurs sont toujours en Ciscaucasie, en route vers Tbilissi avec le document russe, Georges XII s'adresse une dernière fois à Knorring via un traducteur, lui confiant son royaume, tout en demandant à ses prêtres de s'assurer du couronnement de David. Il décède le même jour à Tbilissi, à la suite de complications d'une angine. Sa couronne et son sceptre sont envoyés à Saint-Pétersbourg. Il est le dernier roi de Kartl-Kakhétie et est le dernier souverain géorgien à être enterré à la Cathédrale de Svetitskhoveli à Mtskheta. Le prince David Bagration prend immédiatement contrôle du royaume, mais ne reste qu'un gouverneur sans titre avant l'annexion finale de l'État géorgien en 1802.

## Famille

### Descendance
Georges XII épouse en 1766 la princesse Ketevane, fille de Papouna Andronikchvili, gouverneur du Qiziqi, alors qu'elle n'a que 12 ans. Celle-ci meurt le 3 juin 1782, mais le couple a 6 fils et 6 filles ensemble, :
- David Bagration (1767-1819), régent de Kartl-Kakhétie ;
- Jean Bagration (1768-1839), homme militaire et scientifique ;
- Varvara Bagration (1769-1801), épouse du prince Siméon-Zossim Andronikachvili ;
- Louarsab Bagration (1771 - av. 1798), mort dans son enfance ;
- Sophie Bagration (1771-1840), épouse du prince Louarsab Tarkhanimichvili ;
- Nino Bagration (1772-1847), régente de Mingrélie ;
- Salomé Bagration, morte dans son enfance
- Bagrat Bagration (1776-1841), homme militaire et politique de Russie ;
- Ripsimi Bagration (1776-1847), épouse du prince Dimitri Iroubakidzé-Tcholoqachvili
- Gaïana Bagration (1780-1820), épouse du prince Georges Kvenipneveli-Sidamoni
- Salomon Bagration (1780-av. 1798), mort dans son enfance ;
- Teïmouraz Bagration (1782-1846), homme scientifique ;

Après la mort de Ketevane, Georges épouse le 13 juillet 1783 Mariam Tsitsichvili, fille de Georges Tsitsichvili, Prince du Satsitsiano supérieur et commandant militaire d'Héraclius II. Cette Mariam deviendra la dernière reine de Kartl-Kakhétie et sera arrêtée par les autorités russes pour l'assassinat du général Ivan Lazarev, chargé de sa déportation après l'annexion de la Géorgie par la Russie. Ensemble, le couple royal donne naissance à, :
- Elizbar Bagration (1790-1854), homme militaire russe ;
- Michel Bagration (1783-1862) ;
- Djibril Bagration (1788-1862) ;
- Tamar Bagration (1788-1850), exilée à Moscou ;
- Anna Bagration (1789-1796) ; mort dans son enfance ;
- Joseph Bagration (mort avant 1798), mort dans son enfance ;
- Spiridon Bagration (mort avant 1798), mort dans son enfance ;
- Okropir Bagration (1795-1857), homme militaire russe ;
- Simon Bagration (1796-av. 1798), mort dans son enfance ;
- Héraclius Bagration (1799-1859) ;
- Anna Bagration (1800-1850), épouse les princes Eustache Abachidzé puis David Tsereteli.

### Royalistes géorgiens

Blason des princes Grouzinski.

Tandis que le système monarchique est aboli par l'Empire russe, une partie de la noblesse géorgienne continue à considérer les descendants de Georges XII comme héritiers au trône géorgien. Ainsi, David Bagration (1800-1819) et son frère Jean Bagration (1819-1839) sont considérés par les monarchistes géorgiens actuels comme prétendants posthumes au trône de Géorgie. Ce n'est qu'en 1865 que l'arrière-petit-fils de Georges XII, Ivan Grigorievitch, reçoit le titre de « Son Altesse » et le sobriquet Grouzinski (« de Géorgie ») par Saint-Pétersbourg.
Nougzar Bagration est considéré comme le prétendant au trône géorgien depuis 1984. Il est le descendant de Bagrat Bagration, troisième fils de Georges XII, et prétend au titre en tant que l'aîné des descendants de Georges XII, le dernier monarque régnant à Tbilissi. Toutefois, dans les années 1940, le prince Georges Bagration de Moukhran, un descendant de la ligne cadette des Bagrations qui contrôle la principauté de Moukhran jusqu'au XVIIIe siècle, décide de ne pas reconnaître le statut de la ligne des Grouzinski, dont les mariages hors-noblesse sont interdits dans la tradition dynastique des Bagrations, et se proclame comme prétendant légitime au trône.
Les monarchistes géorgiens sont aujourd'hui divisés entre ceux qui soutiennent Nougzar Bagration en tant que descendant de Georges XII et ceux qui supportent la prétention de la branche de Moukhran. En 2009, David Bagration de Moukhran, chef de sa lignée, et Anna Bagration, fille et héritière de Nougzar, s'unissent dans un mariage organisé par l'Église orthodoxe géorgienne. Ils donnent naissance au jeune prince Georges Bagration, qui, après la mort de ses parents, pourra unifier les deux branches de la dynastie royale en tant que descendant de Georges XII et des princes de Moukhran.

## Personnalité

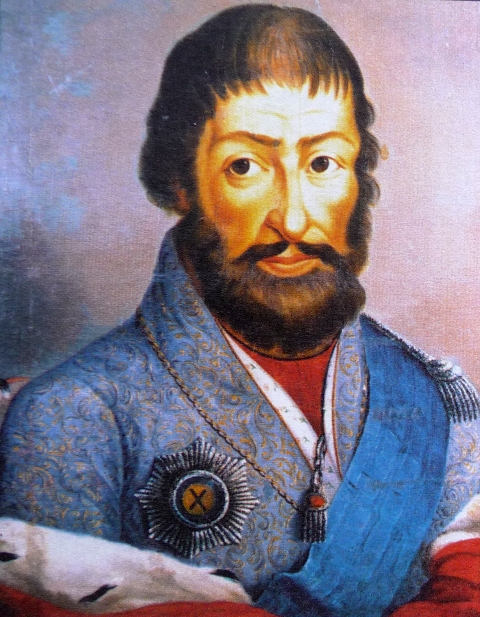
Georges XII.

En 1798, la situation socio-politique à travers la Géorgie est grave, la région ayant été dévastée par la Perse musulmane moins de trois ans avant l'avènement au trône de Georges XII. Celui-ci hérite d'un royaume en difficulté mais, d'après de nombreuses opinions historiques, il n'est pas à la hauteur des problèmes nationaux. L'historien britannique Donald Rayfield analyse que si le successeur d'Héraclius II était moins incompétent, la Géorgie aurait probablement été réunifiée au sein d'un puissant État caucasien allié à la France, la Turquie et la Russie.

Georges est corpulent, gourmand, paresseux et souvent de mauvaise humeur. Souffrant d'œdèmes, il a du mal à se déplacer, ce qui le rend largement impopulaire à travers son royaume. Il est rarement intéressé par les affaires internes, se focalisant presque entièrement sur son programme diplomatique avec la Russie. David Marshall Lang, un historien britannique qui écrit en 1957, décrit le roi de cette façon : 
« Il manquait les qualités nécessaires pour mener le pays dans la situation présente. La corpulence de son âge avancé empêchait Giorgi, un gourmand célèbre, de briller comme un dirigeant militaire. Cela était un grave handicap dans un royaume habitué aux rois menant ses troupes sur le champ de bataille. »
Son incapacité est notée par ses contemporains sur la scène étrangère. L'ambassadeur britannique Sir John Malcolm, stationné à Téhéran, parle de Georges XII comme un souverain « incapable de se centrer au pouvoir ». Son manque de qualité ne date pas du début de son règne : en tant qu'héritier au trône, il se heurte souvent à ses frères et ce conflit s'aggrave lors de la bataille de Krtsanissi de 1795. Durant la bataille, le futur roi reste dans sa citadelle à Sighnaghi, échouant de convaincre ses troupes à quitter leur champs de vigne et se défendre contre les envahisseurs persans, tandis que ses propres fils David et Jean mènent des troupes à Tbilissi.

Papouna Orbeliani, le chroniqueur contemporain de Georges XII, est quant à lui plus généreux envers le roi. Dans sa biographie, il raconte : 
« Il s'était, dès l'enfance, montré religieux, très respectueux envers les serviteurs de l'église, protecteur des veuves et des orphelins, doué de toutes les vertues, et tellement impartial dans l'administration de la justice que les grands et les petits étaient égaux à ses yeux. »